# Mount Brazeau
Mount Brazeau – szczyt w prowincji Alberta, w Kanadzie, w paśmie Brazeau Range, na terenie Parku Narodowego Jasper. Jego wysokość wynosi 3470 m n.p.m. i jest to jedenasty co do wielkości szczyt w Albercie. Po raz pierwszy został zdobyty w 1923. Nazwa szczytu wzięta jest od nazwiska znającego dziewięć języków tłumacza w Kompanii Zatoki Hudsona, Josepha Edwarda Brazeau.